# Embiotoca lateralis
Embiotoca lateralis és una espècie de peix pertanyent a la família dels embiotòcids.

## Descripció
- Pot arribar a fer 42 cm de llargària màxima.
- És de color coure amb una tonalitat marró fosc al dors.
- Té al voltant de 15 franges blaves horitzontals a sota de la línia lateral.
- Cap amb taques i bandes blaves.
- Aletes rogenques.
- Presenta àrees fosques a la base de l'aleta caudal i a la part anterior de l'anus.
- 10-11 espines i 23-25 radis tous a l'aleta dorsal i 3 espines i 29-33 radis tous a l'anal.[3][4]

## Alimentació
Menja petits crustacis, cucs, musclos i, de tant en tant, ous d'areng.

## Depredadors
Als Estats Units és depredat per Sebastes caurinus .

## Hàbitat
És un peix marí, demersal i de clima subtropical que viu fins als 21 m de fondària.

## Distribució geogràfica
Es troba al Pacífic oriental: des de Wrangell (el sud-est d'Alaska) fins al nord de la Baixa Califòrnia (Mèxic).

## Observacions
És inofensiu per als humans i la seua esperança de vida és de 10 anys.